# Малышев, Антон Олегович
Антон Олегович Малышев (27 февраля 2000, Ярославль) — российский хоккеист, защитник клуба «Динамо» (Москва).
Начал заниматься хоккеем в СДЮШОР «Локомотив», тренер Иван Выдряков. Стал одним из лидеров обороны команды, отличался мощным броском. Неоднократный призёр открытого первенства Москвы. Бронзовый призёр чемпионата России в составе объединённой команды ярославских школ (2015). Бронзовый призёр юношеских Олимпийских игр 2016 года. Бронзовый призёр НМХЛ 2016/17 в составе «Локо-Юниор». 2-го сентября 2017 дебютировал за «Локо» в МХЛ, обладатель Кубка Харламова 2018 и 2019.
11 февраля 2020 года дебютировал в КХЛ в гостевом матче «Локомотива» против «Нефтехимика» (3:4).

## Достижения
- Серебряный призёр молодёжного чемпионата мира 2020
- Обладатель молодёжного Кубка мира (2019)
- Обладатель Кубка Харламова (2018, 2019)
- Серебряный призёр чемпионата России среди юниоров (2017)
- Бронзовый призёр первенства НМХЛ (2017)
- Серебряный призёр открытого первенства Москвы (2016, 2017)
- Бронзовый призёр чемпионата России среди юниоров (2015)